# High Point, North Carolina
High Point är en stad i North Carolina, USA, som vid den senaste folkräkningen 2006 hade 97 796 invånare. I staden tillverkas textil, möbler och bussar, och den är känd för sin stora möbelmässa High Point Market som hålls två gånger varje år. Staden ligger i de fyra countyna Davidson, Forsyth, Guilford County och Randolph.
High Point har ett tempererat klimat med fyra distinkta årstider. I juli klättrar temperaturen ofta över 30° C, medan den kan nå under nollstrecket under vintern. Den högsta temperatur som någonsin har uppmätts i High Point var 40 °C, den lägsta -22 °C. Nederbörden är tämligen jämn utspridd över året.